# Gospel Oak - Barking Line
Pour les articles homonymes, voir Gospel (homonymie).
La Gospel Oak - Barking Line est une ligne ferroviaire du réseau London Overground.

## Gares de la ligne

### En service
- Gare de Blackhorse Road
- Gare de Walthamstow Queen's Road
- Gare de Barking Riverside